# Ben Moon
Ben Moon (Londra, 13 giugno 1966) è un arrampicatore britannico.
Pratica l'arrampicata in falesia e il bouldering e ha gareggiato nelle competizioni di difficoltà. È stato il primo arrampicatore a salire una via di difficoltà 8c+, con Hubble a Raven Tor, nel 1990.

## Biografia
Come molti arrampicatori inglesi ha iniziato ad arrampicare sulle pareti del Lake District, durante le vacanze a 7 anni. Nel 1984, a 18 anni, sale il suo primo 8a, Statement of Youth a Lower Pen Trwyn. Nel 1986, a vent'anni, partecipa a Sportroccia, una delle prime competizioni internazionali di arrampicata, conquistando il secondo posto alle spalle di Patrick Edlinger.
Nel suo periodo migliore, vissuto in condizioni economiche precarie sotto le falesie più alla moda del tempo come Buoux, è protagonista di un'accesa competizione con gli arrampicatori francesi, sottolineata dal fatto che diede alle vie nomi di sconfitte militari della Francia. Nel 1989 sale due vie di grado 8c, tentate invano dagli arrampicatori francesi: Maginot Line a  Volx (i francesi chiamavano questo progetto Le Plafond) e Azincourt a Buoux.
Nel 1990 sale il primo 8c+ del mondo, Hubble (dal nome del Telescopio spaziale lanciato in orbita lo stesso anno) a Raven Tor. La via, con un passaggio "boulder" di grado 8B nella scala Fontainebleau, ha pochissime ripetizioni [Malcolm Smith, John Gaskins, Steve Dunning, Rich Simpson (salita dubbia), Steve McClure, Alexander Megos e William Bosi].
Dal 1991 al 1993 ha anche gareggiato nella Coppa del mondo lead di arrampicata, salendo in due tappe sul podio, ma la sua attività principale rimase la ricerca della difficoltà in falesia e nel bouldering.
Ha fondato delle case di abbigliamento sportivo specializzato, come la S7 e la Moon.

## Palmarès

### Coppa del mondo
|      | 1991 | 1992 | 1993 |
| ---- | ---- | ---- | ---- |
| Lead | 11   | -    | 11   |

### Campionato del mondo
|      | 1993 |
| ---- | ---- |
| Lead | 45   |

## Falesia

### Lavorato
- 9a/5.14d:
  - Rainshadow - Malham Cove (UK) - 2015 - Quarta salita
- 8c+/5.14c:
  - Sea of Tranquillity - Lower Pen Trwyn (UK) - 1993 - Prima salita
  - Hubble - Raven Tor (UK) - 1990 - Prima salita e primo 8c+ del mondo
- 8c/5.14b:
  - Liquid Ambar - Lower Pen Trwyn (UK) - Via di Jerry Moffatt del 1990
  - Maginot Line - Volx (FRA) - 1989 - Prima salita (i francesi chiamavano questo progetto Le Plafond, il soffitto)
  - Azincourt - Buoux (FRA) - 1989 - Prima salita e primo 8c in Francia

### A vista
Ha scalato fino all'8a+ a vista.

## Boulder
- 8B+/V14:
  - Voyager sit start - Burbage (UK) - 2006 - Prima salita[5]
- 8B/V13:
  - The Great Shark Hunt - Chironico - 14 febbraio 2007 - Boulder di Dave Graham
  - The Ace - Stanage Plantation (UK) - 2005 - Terza salita[6]
  - High Fidelity - Caley (UK) - 2005 - Seconda salita del boulder di Steve Dunning[7]
  - Cypher - Slipstones (UK) - 2002 - Prima salita
  - Black Lung - Joe's Valley (USA) - 2000 - Prima salita
  - The Swarm - Bishop (USA)
  - 8 Ball sit start - Gardoms (UK) - Prima salita

## Filmografia
- The real thing (1996)
- Hard Grit (1998)
- Winter Sessions